# Уголковый отражатель

Принцип действия

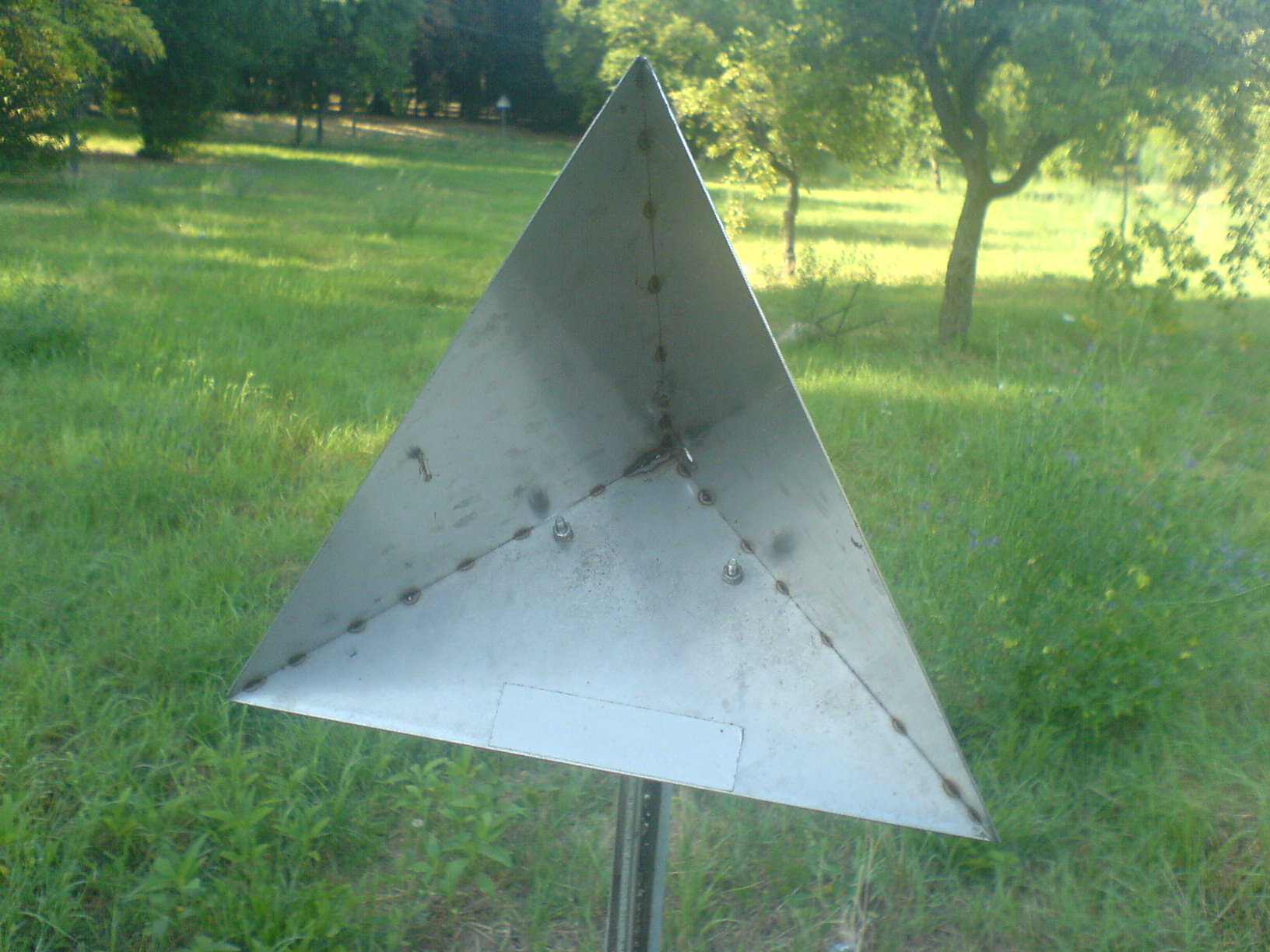
Рупор (уголковый отражатель) для тестирования радара

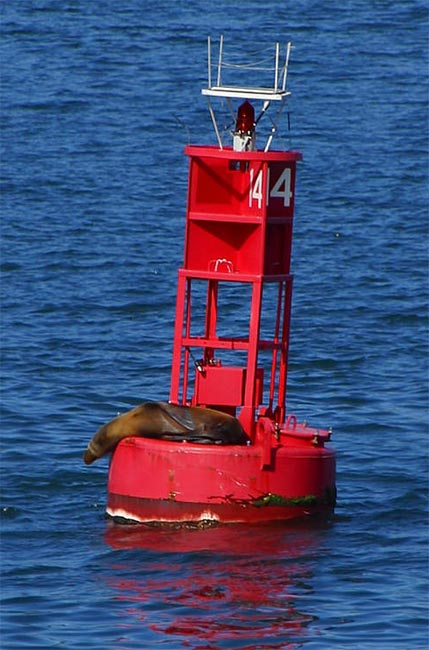
Буй в бухте г. Сан-Диего. Ниже электрической лампы (там, где цифры 14) виден сдвоенный по вертикали уголковый отражатель сигналов радара

Уголковый отражатель, ретрорефле́ктор — устройство в виде прямоугольного тетраэдра со взаимно перпендикулярными отражающими плоскостями: падающий на уголковый отражатель луч отражается строго в обратном направлении. 
Именно на этом принципе основано применение т.н. «катафотов» (световозвращателей), которые широко  используются на различных видах транспорта для обозначения габаритов в тёмное время суток, если неисправны внешние световые приборы. (см. пункт «Применение на практике» ниже по тексту).

## Принцип действия[1]
Рассмотрим случай, когда падающий луч не перпендикулярен ни одной из плоскостей. Остальные случаи разбираются аналогично.
Пусть направляющий вектор падающего луча имеет в системе координат, оси которой перпендикулярны плоскостям уголкового отражателя, координаты (a, b, c). Падающий луч отразится последовательно от всех трёх зеркальных поверхностей. После первого отражения его направляющий вектор станет равен (-a, b, c), после второго (-a, -b, c), после третьего (-a, -b, -c). Ясно, что вектор (-a, -b, -c) направлен противоположно направляющему вектору исходного луча.

## Особенности изготовления
Несмотря на одинаковый принцип, отражатели для оптических и радиоволн отличаются исполнением. Отражатели для оптического диапазона, как правило, изготовляются в виде прямоугольного тетраэдра из прозрачного материала (стекло, прозрачные пластики). Лучи света отражаются от граней за счет эффекта полного внутреннего отражения. Весь отражатель состоит из множества тетраэдров. Со стороны, откуда приходят лучи, каждая ячейка выглядит как равносторонний треугольник. Таким образом добиваются минимальной толщины всего устройства и его стоимости — без какого-либо ущерба для основной функции.
В особых случаях, когда требуется особая точность отражения, уменьшением размеров пренебрегают, чтобы получить как можно более высокую точность изготовления.
Отражатели радиоволн имеют такую же конструкцию как оптические, но сделаны из металла: он является зеркалом для радиоволн. Размеры отражателя должны быть больше нескольких длин волн, т. о. для микроволновых радаров это сантиметры — десятки сантиметров. Для создания уголкового отражателя, отражающего радиолокационные волны с любого направления, 8 уголковых отражателей размещаются спина к спине в форме октаэдра («алмаза»). В морском судоходстве они размещаются на опорах мостов, буях, судах и, особенно, спасательных шлюпках, для обеспечения их четкого отображения на экранах корабельных радаров. Размещение отражателя на высоте 4,6 метра над уровнем моря (например, на мачтах судна) обеспечивает видимость до горизонта на 8 километров или 4,5 морские мили. Морские радиолокаторы используют длины волн 2,5–3,75 см, что позволяет использовать небольшие 30-сантиметровые отражатели. В авиационной навигации угловые отражатели устанавливаются на сельских взлетно-посадочных полосах, чтобы они отображались на радаре самолета.

## Знаменитые применения уголковых отражателей
Уголковый отражатель «Лунохода-1» обеспечил порядка 20 измерений в 1971–1972 годах, но затем его точное положение утерялось. 22 апреля 2010 года американские учёные из университета Калифорнии в Сан-Диего сообщили, что смогли впервые с 1971 года принять лазерный луч от уголкового отражателя «Лунохода-1».
Уголковый отражатель был установлен на автоматической станции «Луна-21». С поверхности Земли участок Луны, на котором находилась автоматическая станция с уголковым отражателем, был освещён лучом лазера. Луч «вернулся» в то же место, где находился лазер. Измерив точное время от момента включения лазера до момента возвращения сигнала, удалось с весьма высокой точностью (до 40 см) найти расстояние от поверхности Земли (от лазера) до поверхности Луны (уголкового отражателя станции).

## Применения на практике
Уголковые отражатели обычно используются для
- точного измерения расстояний (для лазерной локации Луны, ИСЗ; топосъёмке, строительстве);
- возврата излучения точно назад (катафот, ложные цели и ловушки радиоэлектронной борьбы, повышение заметности навигационных знаков для радиолокаторов судов).

## Рекордные модели
- Самый крупный на момент своего изготовления ретрорефлектор диаметром 304,8 мм (1 фут), был изготовлен в Валли-Стрим, штат Нью-Йорк, компанией Precision Lapping & Optical Co. по заказу Лаборатории им. Линкольна Массачусетского технологического института в 1977 году[3].